# Паркур

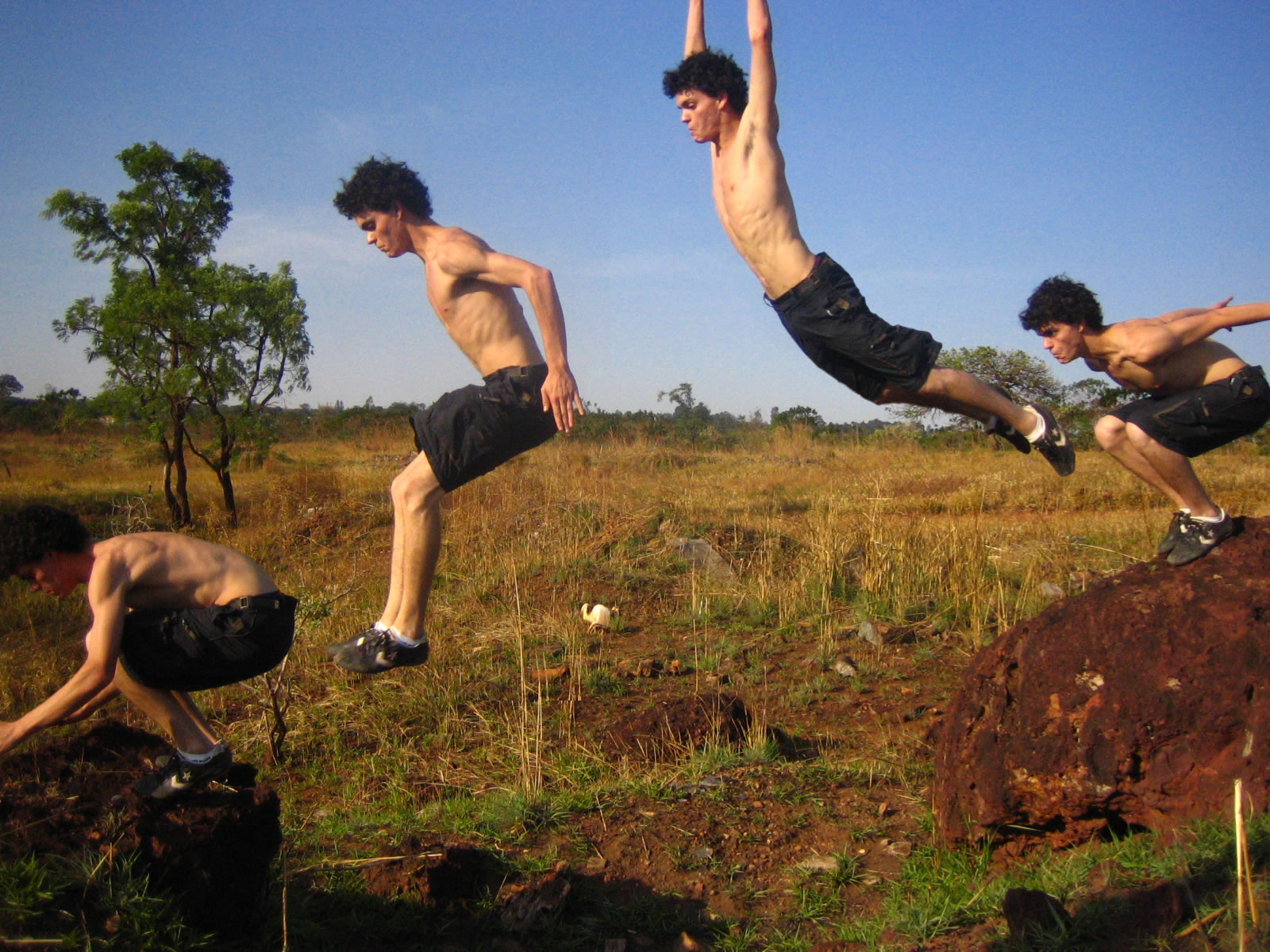
Стрибок Precision jump (статичний стрибок з одного об'єкта на інший

Парку́р (фр. parkour, спотворене від parcours — дистанція, смуга перешкод) — фізична дисципліна, в якій тренується подолання будь-яких перешкод на своєму шляху, за допомогою пристосування своїх рухів до навколишнього середовища. Паркур був заснований у Франції Давидом Беллем і Себастьєном Фуканом. Поєднує в собі особливу філософію (світосприймання), гімнастику, легку атлетику і білдерінг (лазіння стінами). Люди, які займаються паркуром, називаються трейсерами.

## Історія
Перед Першою світовою війною у Франції Жорж Ебер (фр. Georges Hébert) розробив так званий «Натуральний метод» (фр. Methode naturelle) фізичного тренування. Ебер служив в морському флоті Франції. Керуючись своїми знаннями і досвідом, якого він набув під час експедицій в Африку, де проводив спостереження за аборигенами, за тим, як вони полюють і рухаються, він створив нову універсальну методику навчання для своїх солдатів. Вона охоплювала розвиток трьох напрямків: сили волі, моральних якостей і фізичної сили. Складові дисципліни — біг, стрибки, скелелазіння, самооборона, підняття і метання предметів, еквілібристика, плавання та інші — були базовими складовими «натурального методу». Метод показав себе дуже дієвим і ефективним протягом Першої та Другої світових воєн.

## Сприйняття
Паркур — дисципліна, що є сукупністю навичок володіння своїм тілом, які в потрібну мить можуть знайти застосування в будь-якій життєвій ситуації. Сила і правильне її застосування — необхідна умова збереження свого життя і життя людини, якій, можливо, потрібна твоя допомога. Уміння швидше за інших опинятися там, де ти потрібний, є показником твоїх здібностей і рівня майстерності. Не маючи можливості добігти, залізти, вирватися, прорватися, будь ти хоч ґуру гуманітарних наук, ти так і згниєш у тій ямі посеред джунглів, в якій опинився, не зумівши дістатися до пункту призначення.
Паркур не вчить використовувати які-небудь засоби, пристосування або зброю, а дозволяє розвинути навички поведінки в умовах «тут і зараз». Дерева, стіни, дахи — все це є частина нашого життя і ми можемо зіткнутися з будь-якою перешкодою в будь-яких умовах. Швидкість реакції, оцінки обстановки і своїх можливостей — те, що тренована свідомість автоматично опрацьовує за секунди. Досвід подолання своїх страхів, невпевненості, отриманий шляхом безлічі тренувань, навчить тебе бачити шлях скрізь. Отвори в стінах, за які ти успішно зможеш зачепитися, виступи, яких не пропустять твої ноги, провалля, через які тобі не складе труднощів перестрибнути — ось результат сканування місцевості трейсером (трейсерами стали називати людей, що займаються паркуром; від франц. traceur — той, хто прокладає шлях).
Для того, щоб ти зміг впоратися з будь-якою ситуацією, необхідно розвиватися в цілому ряді дисциплін. Перш за все, необхідно пізнати себе, прагнучи створити гармонію між тілом і духом, оцінити свої нинішні можливості і почати боротися з своїми недоліками, страхами. Прекрасним способом виховання духу є єдиноборства, де постійно доводиться боротися з психологічним чинником, напрацьовує прагнення перемагати. Для розвитку навичок переміщення допоможуть легка атлетика, скелелазіння, гімнастика. Замикає список медицина, пізнання в якій є необхідною складовою нашого життя.
Загалом, паркур — це ще і філософія: у житті немає меж, є тільки перешкоди.

### Свідомість трейсера

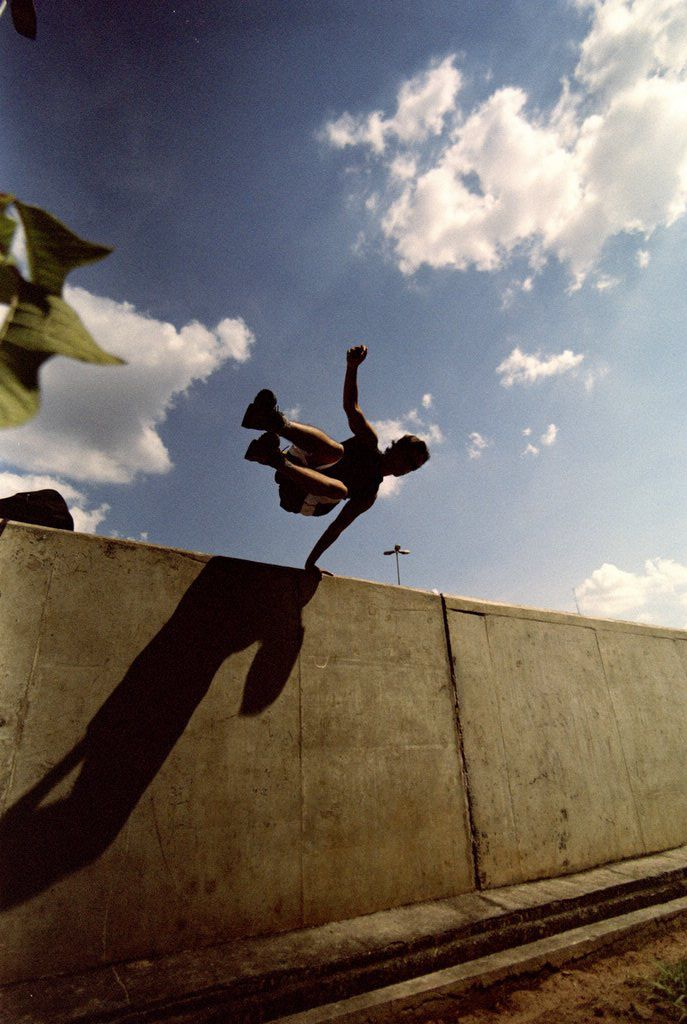

«Ми живемо й постійно рухаємося цією планетою. У звичайному для себе ритмі я можу перетинати міські простори, лісові масиви і джунглі оскільки мені цього хочеться з умовою дотримання норм, які зобов'язують мене не заважати життю інших людей. Жоден рух, використовуваний мною, не піддається чіткій класифікації, оскільки він мій і лише мій.
Я малюю шлях, я художник на бетоні й асфальті, деревах і скелях. Я не прагну пробігти якнайшвидше, бо ні з ким не змагаюся, я на тренуванні, яке приносить мені задоволення від усвідомлення роботи над собою.
Можливість вразити перехожих не дає мені права на ризик, якому я можу себе піддати, виконуючи на їхніх очах немислимі піруети. Я малюю властивою мені технікою і оцінка стороннього спостерігача мені не важлива, оскільки роблю я це для самотренування до тих пір, доки мої навички не стануть в пригоді кому-небудь. І ось тоді вже той самий перехожий буде змушений оцінювати мене лише за одним критерієм — чи встиг я скористатися своєю силою, коли це стало необхідно.
Розвиваючись, я можу додати яскравіші мазки — ефектні рухи, або жорсткіші — різкість, прискорення, прорив. І ніякий з пройдених етапів не закінчить мою картину, бо вона малюється все життя, змінюючись у характері й тонах.
Стиль малювання індивідуальний і не слід ламати цю унікальність, підлаштовуючись під стереотип або норми, а рости й розвиватися саме у своєму стилі, удосконалюючи його доступними саме тобі засобами й методами.»

### Стрибки
Дроп (англ. Drop) — стрибок з висоти, виконується з місця або з позиції cat leap. Амортизувати падіння можна тільки ногами, або ногами і руками (або однією рукою).
Спрін (англ. Spring jump) — стрибок через будь-яку перешкоду, не торкаючись його. Наприклад, переліт через поручні, кущ або машину. Виконується найчастіше з розгону. У польоті можливе застосування гребків, ножиць або інших хитрощів. Приземлення на одну або дві ноги залежно від висоти і відстані.
Стрибок з ролом (англ. Up from down jump) — стрибок вдалину з великої висоти, що закінчується ролом. На відміну від дропа навантаження на ноги значно менше, але для його зниження, по-перше, необхідний рух вперед при приземленні, по-друге, необхідно правильно робити рол. Уміння правильно виконувати цей базовий елемент дозволяє трейсеру приземлятися з великої висоти і не травмувати ноги. Дуже часто ролл — єдине, що дає можливість стрибати на великі відстані, не залежно від різниці висот.
Блайнд (англ. Blind jump) — варіація спріна, але його особливість в тому, що при поштовху трейсер не бачить точки приземлення. Головне — під час польоту нічого не зачепити, прорахувати приземлення і нічого собі не підвернути.
Геп (англ. Gap jump) — як і блайнд, це один з видів спріна. Відмінність в тому, що подолана перешкода — це геп, тобто велика відстань на висоті. Трюк виконується як з місця, так і з розгону. Для краси у польоті використовуються греби або ножиці. До речі, геп може бути одночасно і блайндом.
Акураси (англ. Accuracy) — стрибок на який-небудь невеликий об'єкт (наприклад поручні або парапет) з подальшим утриманням рівноваги на нім, виконується з місця. Іноді при приземленні використовується обхват або дотик до об'єкта руками, що додає велику стійкість.
Акураси з розгону (англ. Running accuracy) — акураси, що виконується з розгону.
Розворот на поручнях в стрибку (англ. Turn precision) — розворот на вузькому об'єкті стрибком і подальшим утриманням рівноваги на ньому. Може виконаються як на 180, так і на 360 градусів.
Затяжний перекид (англ. Fly roll) — стрибок, після якого тіло витягується паралельно землі, а приземлення — рол.